# Partners (serie televisiva 2012)
Partners è una situation comedy statunitense creata da David Kohan e Max Mutchnick, stessi ideatori di Will & Grace, trasmessa dal network televisivo CBS dal 24 settembre 2012.
Il 16 novembre 2012 la CBS ha annunciato la cancellazione della serie, dopo soli sei episodi trasmessi; i restanti sette sono stati trasmessi per la prima volta in Sudafrica.

## Trama
Louis e Joe, uno gay e l'altro eterosessuale, sono amici di lunga data e soci presso uno studio di architettura. Il loro solido rapporto bromance viene messo a dura prova quando Joe si fidanza ufficialmente con Ali, scombussolando la vita di Louis e il suo rapporto con il fidanzato Wyatt.

## Personaggi e interpreti

### Personaggi principali
- Louis McManus, interpretato da Michael Urie. Architetto omosessuale, migliore amico di Joe
- Joe Goodman, interpretato da David Krumholtz. Architetto, migliore amico di Louis
- Ali Landow, interpretata da Sophia Bush. Fidanzata di Joe. Gestisce un negozio di gioielli.
- Wyatt, interpretato da Brandon Routh. Fidanzato di Louis. È un infermiere.

### Personaggi ricorrenti
- Ro-Ro, interpretata da Tracy Vilar. Segretaria di Joe e Louis.
- Renata, interpretata da Jillian Bell. Cugina e assistente di Ali.
- Jordy e Nate Blevins, interpretati da Randy e Jason Sklar. Architetti gemelli amichevolmente in rivalità con Joe e Louis.

## Episodi
| Stagione       | Episodi | Prima TV originale | Prima TV Italia |
| -------------- | ------- | ------------------ | --------------- |
| Prima stagione | 13      | 2012-2013          | inedita         |

## Produzione
Lo sviluppo della serie è iniziato nel settembre 2011 sotto il nome Untitled David Kohan/Max Mutchnick Project. L'episodio pilota è stato ordinato nel gennaio 2012, con il titolo definitivo Partners. La regia del pilota è stata affidata a James Burrows.
Il cast del pilota comprende Michael Urie, David Krumholtz, Sophia Bush e Brandon Routh, oltre a Elizabeth Regen (Rosanna) e Lucy Davis (Renata). Dopo che il pilota ha ottenuto il semaforo verde dal network, il cast ha subito delle variazioni; la Regen è stata sostituita da Tracy Vilar nel ruolo di Rosanna.
Il 13 maggio 2012 la CBS ha ordinato ufficialmente la serie per la stagione 2012-2013.